# William Cavendish (2e baron Chesham)
William George Cavendish, 2e baron de Chesham (29 octobre 1815 – 26 juin 1882) est un homme politique libéral britannique.

## Biographie
Membre de la famille Cavendish dirigée par le Duc de Devonshire, Chesham est le fils de Charles Cavendish (1er baron Chesham) et de Catherine Susan Gordon, fille de George Gordon (9e marquis de Huntly). En 1847, il est élu député de Peterborough, un siège qu'il occupe jusqu'en 1852, et, plus tard, représente le Buckinghamshire de 1857 à 1863, quand il succède à son père dans la baronnie et prend son siège à la Chambre des lords.
En 1849, il épouse Henriette Françoise Lascelles, fille de William Lascelles et son épouse Caroline Georgiana Howard, fille de George Howard (6e comte de Carlisle). Il est décédé en juin 1882, à l'âge de 66 ans, et est remplacé comme baron par son fils aîné Charles Cavendish (3e baron Chesham). Sa fille Katherine Cavendish (1857-1941) se marie à Hugh Grosvenor (1er duc de Westminster), et est sa deuxième épouse.